# Когут Андрій Андрійович
Андрій Андрійович Когут (нар. 8 вересня 1980, м. Підволочиськ, нині Україна) — український історик, публіцист, громадський діяч. Директор Галузевого державного архіву Служби безпеки України (від 2016).

## Життєпис
Андрій Когут народився 8 вересня 1980 року у місті Підволочиську, нині Підволочиської громади Тернопільського району Тернопільської области України.
Закінчив історичний факультет Львівського національного університету імені Івана Франка (2002). Працював виконувачем обов'язків директора Центру досліджень визвольного руху, керівником проєкту «Електронний архів українського визвольного руху avr.org.ua», менеджером групи «Політика національної пам'яті» Реанімаційного пакета реформ".
Учасник Громадського комітету із вшанування пам'яті жертв Голодомору 1932—1933 років в Україні. Координатор проекту «Покидаючи СРСР» — серії заходів із вивчення досвіду посттоталітарних трансформацій країн Центрально-Східної Європи. Експерт з розвитку громадянського суспільства, мереж та проведення громадських кампаній. Активний учасник Форуму громадянського суспільства Східного партнерства, експерт Керівного комітету. Впродовж зими 2013—2014 років один із координаторів Громадського сектору Євромайдану.
Один із засновників та координаторів Громадянської кампанії «ПОРА!» (2004).
Директор Галузевого державного архіву Служби безпеки України (від 2016). Перебуваючи на цій посаді керував проєктом по розкриттю архівів аварії на Чорнобильській АЕС.